# ريك كاسترو
ريك كاسترو (بالإنجليزية: Rick Castro)‏ هو مصور أمريكي، ولد في 20 يوليو 1958 في لوس أنجلوس في الولايات المتحدة.